# Edda (Oper)
Edda ist eine Oper in vier Akten von Carl Martin Reinthaler. Der Text von Emil Hopffer basiert auf dem gleichnamigen Drama von Josef Weilen (1864). Die Uraufführung fand am 22. Februar 1875 unter der Leitung von Theodor Hentschel am Stadttheater Bremen statt.

## Handlung
Die Oper spielt in Ostfriesland zur Zeit des Dreißigjährigen Krieges.

### Erster Akt
Im Hause Allmers bereitet man die Hochzeit von Anna, der Tochter des Hausherrn mit Erich vor. Die Stimmung wird getrübt, als Allmers seine Schwester Ersabe erblickt. Ersabe möchte Anna segnen – im Gedenken an ihre eigene Tochter Edda – Allmers aber will sie fortschicken, denn er ist überzeugt, dass ein Fluch auf ihr lastet. Da erscheint ein Bote, der vom Einfall der Mansfelder Truppen nach Ostfriesland berichtet. Da die Ankunft der Soldaten unmittelbar bevorsteht, wird die Hochzeit vertagt und die Männer eilen zu den Waffen. Da tritt aber schon Oberst Carpezan mit seiner Truppe auf und versucht, die Einheimischen zu beruhigen. Seiner Frau Edda, die er seit der Hochzeit kaum gesehen hat und die er nun hierher hat kommen lassen, offenbart er seinen Plan: Er will die Herrschaft im Land der Friesen vom gestürzten Grafen übernehmen. Edda warnt ihn voller Sorge vor zu viel Hochmut.

### Zweiter Akt
Die Friesen verabreden sich unter Allmers’ Führung zu einer Versammlung am legendären Upstalborn. Ersabe kommt hinzu und gibt sich als Eddas Mutter zu erkennen, Edda aber glaubt ihr nicht. Edda versucht noch einmal, Carpezan von seinem anmaßenden Plan abzubringen. Der weist sie schroff ab. Edda sagt sich von ihm los und bekennt sich zu ihrer friesischen Herkunft. Sie will nun ihrer Heimat dienen. 

### Dritter Akt
Ersabe enthüllt Edda ihre Geschichte: Sie hatte einst den schiffbrüchigen Konrad von Wildau gerettet. Er versprach ihr die Ehe, sie wurde schwanger, doch er verschwand und ließ später das Kind, Edda, zu sich entführen. Ersabe versuchte vergeblich, ihn und das Kind zurückzugewinnen und kehrte als Entehrte zurück ins Haus Allmers.
Die Friesen beraten am Upstalsbom, ob sie sich gegen die fremden Truppen zur Wehr setzen sollen. Da erscheint Erik, der einen Soldaten getötet hat, um Anna vor einer Vergewaltigung zu schützen. Nun droht ihm Rache. Edda gibt sich als Friesin zu erkennen und sagt ihre Unterstützung zu.

### Vierter Akt
Die Hochzeit Annas mit Erik konnte nun endlich stattfinden und Edda wird als Retterin gefeiert. Als hingegen Carpezan hereingeführt wird, beschließen die Friesen seinen Tod. Edda tritt für ihn ein und eilt davon, als man nicht auf sie hört. In der Ferne fällt ein Schuss, der Quartiermeister Jan erscheint und rühmt sich, die Verräterin Edda getötet zu haben. Die Friesen begnadigen Carpezan, der sich von seinem Heer lossagt.

## Werkgeschichte
Das Libretto der Oper stammt von Emil Hopffer. Es basiert auf dem 1864 erschienenen gleichnamigen Drama von Josef Weilen.:49 Reinthaler erhielt den Text im Mai/Juni 1870 bei einem Besuch in Berlin. Er begann unmittelbar darauf mit der Komposition. Die Arbeit dauerte mehrere Jahre, in denen er mit Johannes Brahms darüber korrespondierte. Brahms half ihm auch bei der Suche nach einem Aufführungsort.:43 1872 verhandelte Reinthaler auf Empfehlung Brahms’ in Lichtenthal ergebnislos mit dem Verleger Fritz Simrock über eine Veröffentlichung der Oper.:45 Im Spätsommer 1873 nahm er letzte Korrekturen vor und plante die Uraufführung am Stadttheater Bremen für das Ende der Spielzeit 1873/1874, die sich jedoch verzögerte. Auch Verhandlungen von Brahms über eine Aufführung in Kassel scheiterten. Mittlerweile war bereits die Ouvertüre in Leipzig im Verlag Kistner im Druck erschienen, und Brahms setzte sich für eine Aufführung derselben in Wien ein.:48 Die Ouvertüre entwickelte sich letztlich zum meistgespielten Orchesterwerk Reinthalers.:49
Die Uraufführung der Oper erfolgte schließlich am 22. Februar 1875 unter der Leitung von Theodor Hentschel am Stadttheater Bremen.:49 Sie war ein großer Erfolg, und auch die Rezensionen im Bremer Courier:50 sowie am 10. März in der Allgemeinen musikalischen Zeitung waren außerordentlich positiv. Dennoch überarbeitete Reinthaler anschließend zusammen mit dem Bremer Autor und Stadtbibliothekar Heinrich Bulthaupt den vierten Akt. Trotz ihrer Beliebtheit in Bremen wurde die Oper in der neuen Fassung lediglich ab dem 5. November 1876 in Hannover gespielt.:51